# Les Engagés
Les Engagés (em português: Os Comprometidos, LE) é um partido político centrista da região francófona da Bélgica.
Como sucedeu a outros partidos belgas, o partido foi fundado em 1968 como o sucessor da secção francófona do unitário Partido Social Cristão. O seu partido-irmão flamengo é o Democratas-Cristãos e Flamengos.
Apesar de historicamente ter tido relações fraternais com os democratas-cristãos flamengos, recentemente as relações entre ambos é bastante mais fria, por virtude da viragem ideológica de ambos partidos. Enquanto os democratas-cristãos flamengos viraram para um nacionalismo flamengo moderado e tornando-se claramente um partido de centro-direita, o CDH virou-se para o centro-esquerda, adoptando uma linha de esquerda cristã e, até, social-democrata, na linha da Terceira Via.
Como fruto desta viragem ideológica, os democratas-cristãos francófonos tem-se tornando muito próximos do Partido Socialista, com ambos a fazerem diversas coligações governamentais.
Em 2022, o partido mudou o seu nome para Les Engagés, deixando cair todas as referências cristãs do seu programa político, passando a definir-se como partido trabalhando para o "bem comum" e defensor da integração da Bélgica na NATO e na União Europeia, bem como defendendo um estado laico e defensor dos direitos LGBT.
Após as eleições europeias de 2024, o partido anunciou a decisão de romper a sua histórica ligação com o Partido Popular Europeu e aderir ao Partido Democrático Europeu e passar ao grupo de Renovar a Europa.

## Resultados eleitorais

### Eleições legislativas

#### Câmara dos Deputados
| Data | Votos   | %          | Deputados | +/- | Status   |
| ---- | ------- | ---------- | --------- | --- | -------- |
| 1971 | 329 393 | 6,2 (6.º)  | 15 / 212  |     | Governo  |
| 1974 | 478 209 | 9,1 (5.º)  | 22 / 212  | 7   | Governo  |
| 1977 | 406 694 | 7,3 (6.º)  | 24 / 212  | 2   | Governo  |
| 1978 | 560 440 | 10,1 (5.º) | 25 / 212  | 1   | Governo  |
| 1981 | 390 896 | 6,5 (7.º)  | 18 / 212  | 7   | Governo  |
| 1985 | 482 254 | 8,0 (6.º)  | 20 / 212  | 2   | Governo  |
| 1987 | 491 908 | 8,0 (7.º)  | 19 / 212  | 1   | Governo  |
| 1991 | 476 730 | 7,7 (6.º)  | 18 / 212  | 1   | Governo  |
| 1995 | 469 101 | 7,7 (6.º)  | 12 / 150  | 6   | Governo  |
| 1999 | 365 318 | 5,9 (9.º)  | 10 / 150  | 2   | Oposição |
| 2003 | 359 660 | 5,5 (7.º)  | 8 / 150   | 2   | Oposição |
| 2007 | 404 077 | 6,1 (7.º)  | 10 / 150  | 2   | Governo  |
| 2010 | 360 441 | 5,5 (8.º)  | 9 / 150   | 1   | Governo  |
| 2014 | 336 281 | 5,0 (8.º)  | 9 / 150   | =   | Oposição |

#### Senado
| Data | Votos           | %               | Deputados       | +/-             |
| ---- | --------------- | --------------- | --------------- | --------------- |
| 1971 | Aliança com CDV | Aliança com CDV | Aliança com CDV | Aliança com CDV |
| 1974 | 430 512         | 8,3 (6.º)       | 10 / 106        |                 |
| 1977 | 522 613         | 9,5 (5.º)       | 11 / 106        | 1               |
| 1978 | 535 939         | 9,8 (5.º)       | 12 / 106        | 1               |
| 1981 | 414 733         | 7,0 (7.º)       | 8 / 106         | 4               |
| 1985 | 475 119         | 7,9 (7.º)       | 10 / 106        | 2               |
| 1987 | 474 370         | 7,8 (7.º)       | 8 / 105         | 2               |
| 1991 | 483 961         | 7,9 (6.º)       | 9 / 70          | 1               |
| 1995 | 434 492         | 7,3 (7.º)       | 3 / 40          | 6               |
| 1999 | 374 002         | 6,0 (9.º)       | 3 / 40          | =               |
| 2003 | 362 705         | 5,5 (7.º)       | 2 / 40          | 1               |
| 2007 | 390 852         | 5,9 (7.º)       | 2 / 40          | =               |
| 2010 | 331 870         | 5,1 (9.º)       | 2 / 40          | =               |

### Eleições regionais

#### Valónia
| Data | Votos   | %          | Deputados | +/- | Status   |
| ---- | ------- | ---------- | --------- | --- | -------- |
| 1995 | 407 741 | 21,3 (3.º) | 16 / 75   |     | Governo  |
| 1999 | 325 229 | 17,1 (4.º) | 14 / 75   | 2   | Oposição |
| 2004 | 347 348 | 17,6 (3.º) | 14 / 75   | =   | Governo  |
| 2009 | 323 952 | 16,1 (4.º) | 13 / 75   | 1   | Governo  |
| 2014 | 305 281 | 15,1 (3.º) | 13 / 75   | =   | Governo  |

#### Bruxelas
| Data                                        | Votos  | %          | Deputados | +/- | Status   |
| ------------------------------------------- | ------ | ---------- | --------- | --- | -------- |
| 1989                                        | 51 904 | 11,9 (4.º) | 9 / 75    |     | Governo  |
| 1995                                        | 38 244 | 9,3 (3.º)  | 7 / 75    | 2   | Oposição |
| 1999                                        | 33 815 | 7,9 (4.º)  | 6 / 75    | 1   | Oposição |
| Resultados referentes ao colégio francófono |        |            |           |     |          |
| 2004                                        | 55 078 | 14,1 (3.º) | 10 / 72   | 4   | Governo  |
| 2009                                        | 60 527 | 14,8 (4.º) | 11 / 72   | 1   | Governo  |
| 2014                                        | 48 021 | 11,7 (4.º) | 9 / 72    | 2   | Governo  |

### Eleições europeias

#### Resultados referentes ao colégio francófono
| Data | Votos   | %          | Deputados | +/- |
| ---- | ------- | ---------- | --------- | --- |
| 1979 | 445 912 | 21,2 (2.º) | 3 / 11    |     |
| 1984 | 436 108 | 19,5 (3.º) | 2 / 11    | 1   |
| 1989 | 476 795 | 21,3 (2.º) | 2 / 11    | =   |
| 1994 | 420 198 | 18,8 (3.º) | 2 / 10    | =   |
| 1999 | 307 912 | 13,3 (4.º) | 1 / 10    | 1   |
| 2004 | 368 753 | 15,2 (3.º) | 1 / 9     | =   |
| 2009 | 327 824 | 13,3 (4.º) | 1 / 8     | =   |
| 2014 | 276 879 | 11,4 (4.º) | 1 / 8     | =   |

## Nomes do Partido
- Partido Social Cristão (PSC) - 1968 a 2002
- Centro Democrático Humanista (CDH) - 2002 a 2022
- Os Comprometidos (LE) - a partir de 2022